# 王馨
王馨（1973年—），河南新野人，汉族，中华人民共和国女性政治人物、第十二至十三届全国人民代表大会河南省代表团代表。
毕业于解放军信息工程大学信息技术应用与管理专业。2013年，担任全国人大代表。2018年2月24日，当选为第十三届全国人大代表。